# Franz Theodor Csokor
Franz Theodor Csokor (ur. 6 września 1885 w Wiedniu, zm. 5 stycznia 1969 tamże) – austriacki literat i dramaturg, zaliczany do kierunku ekspresjonizmu.

## Życiorys
Pochodził z zamożnej, mieszczańskiej rodziny węgierskiej, nazwisko „Csokor” oznacza bukiet kwiatów. W młodości mieszkał w miasteczku Mödling w pobliżu Wiednia, tam ukończył szkołę średnią. Studiował historię sztuki, lecz studiów nie ukończył. Już przed I wojną światową stworzył pierwsze sztuki teatralne. Lata 1913–1914 spędził w Petersburgu. Po wybuchu I wojny światowej został powołany do armii austro-węgierskiej i zatrudniony w archiwum wojskowym w Wiedniu. W 1918 przez pewien czas jako oficer c.k. armii przebywał w Krakowie, gdzie poznał małopolskie środowisko kulturalne.
W latach 1922–1928 był zatrudniony jako dramaturg w wiedeńskich teatrach Raimundtheater i Volkstheater. W tym czasie m.in. opracował również własną adaptację Nie-Boskiej komedii Zygmunta Krasińskiego, która miała swą premierę 1 grudnia 1923 r. na niemieckiej scenie teatru w Katowicach. Po trzynastu latach ta adaptacja wybitnego polskiego dzieła dramatycznego z sukcesem zagościła na deskach wiedeńskiego Burgtheatru. 
Jako zdecydowany przeciwnik narodowego socjalizmu w roku 1933 podpisał na kongresie PEN-klubów w Dubrowniku oświadczenie, sprzeciwiające się podporządkowaniu niemieckiej sceny literackiej władzy hitlerowskiej i wykluczeniu z niej pisarzy żydowskich.
Po Anschlussie Austrii w marcu 1938 Csokor otrzymał od ambasadora Gawrońskiego antydatowane zaproszenie do Warszawy oraz polską wizę. Po kilku dniach, w pośpiechu opuścił Austrię i pociągiem przez Czechosłowację dotarł do Katowic, gdzie zatrzymał się u znanych już od dawna śląsko-niemieckich przemysłowców, Teodora i Karola Holtzów. Po miesiącu otrzymał pozwolenie na pobyt, a później również polskie obywatelstwo. Zamieszkał w Chorzowie, często przebywał też w dworku Holtzów w Mikołowie. W tym czasie, m.in. za namową Oskara Haleckiego, znanego Csokorowi jeszcze z czasów wiedeńskich, powstał jego dramat „Jadwiga”. Poświęcony on jest polskiej królowej, z której historią zapoznał się Csokor jeszcze w czasie pobytu na Wawelu w 1918 r. Pierwsze trzy sceny dramatu, w tłumaczeniu i adaptacji Witolda Hulewicza, nadało jeszcze przed wojną Polskie Radio.
W międzyczasie wyjeżdżał m.in. do Warszawy, gdzie znalazł schronienie w domu Jana Effenbergera-Śliwińskiego. Przeżył we wrześniu 1939 bombardowanie Warszawy i przez Bukareszt dostał się do Jugosławii, gdzie w roku 1941 przeżył bombardowanie Belgradu. Schronił się na dalmatyńskiej wyspie Korčula, znajdującej się pod władzą Chorwatów, później okupowanej przez Włochów. Po upadku Benito Mussoliniego w roku 1943 w ucieczce przed Niemcami dzięki pomocy partyzantów dostał się do Bari w wyzwolonej części Włoch, później w wyzwolonym Rzymie doczekał 1945 końca wojny. Został zatrudniony tam przez BBC i powrócił do Austrii 1946 w brytyjskim mundurze. W roku 1947 został wybrany na prezesa austriackiego PEN Clubu, 1968 na wiceprezesa międzynarodowego PEN-klubu. Państwo austriackie nadało mu honorowy tytuł profesora.
Od roku 1970 austriackie Centrum PEN Nadaje dorocznie nagrodę literacką jego imienia.

## Odznaczenia
- Złoty Krzyż Zasługi (1937)[1]
- Złoty Wawrzyn Akademicki (4 listopada 1937)[2]
- Odznaka Honorowa za Naukę i Sztukę (1965)

## Dzieła (wybór)

### Sztuki teatralne
- Die rote Straße (Czerwona ulica), 1918
- Die Stunde des Absterbens (Godzina umierania), 1919
- Gesellschaft der Menschenrechte (Towarzystwo praw człowieka), 1929
- Besetztes Gebiet (Okupowany obszar), 1930
- 3. November 1918 (3 listopada 1918), 1936
- Gottes General (Generał Boga), 1939;
- Kalypso, 1942
- Der verlorene Sohn (Zagubiony syn), 1943.
- Cäsars Witwe (Wdowa Cezara), 1954
- Pilatus (Piłat), 1954
- Hebt den Stein ab (Podnieście kamień), 1957
- Jadwiga, 1966
- Der tausendjährige Traum (Tysiącletni sen), 1966
- Alexander, 1969
- Der Kaiser zwischen den Zeiten (Cesarz między czasami), 1969

### Proza
- Hildebrands Heimkehr, eine deutsche Sage (Powrót Hildebranda, niemiecka saga), 1905
- Schuß ins Geschäft (Der Fall Otto Eißler) (Przypadek Otto Eislera), 1925
- Über die Schwelle (Przez próg), opowaidania, 1937
- Der Schlüssel zum Abgrund (Klucz do przepaści), powieść, 1955
- Der zweite Hahnenschrei (Drugie pianie koguta), opowiadania, 1959
- Ein paar Schaufeln Erde (Kilka łopat  ziemi), Opowiadania, 1965

### Liryka
- Die Gewalten (Moce), 1912
- Der Dolch und die Wunde (Sztylet i rana), 1917
- Ewiger Aufbruch (Wieczne odejście), 1926
- Das schwarze Schiff (Czarny statek), 1945, 1947; 1993
- Immer ist Anfang (Zawsze jest początek), 1952

### Autobiografie
- Als Zivilist im polnischen Krieg (Jako cywil na polskiej wojnie), 1940
- Als Zivilist im Balkankrieg (Jako cywil na wojnie bałkańskiej), 1947
- Auf fremden Straßen. 1939–1945 (Na obcych drogach), 1955
- Zeuge einer Zeit: Briefe aus dem Exil 1933–1950 (Świadek czasu. Listy z azylu), 1955